# Przewlekła niewydolność żylna
Przewlekła niewydolność żylna (PNŻ, łac. insufficientia venorum chronica, ang. chronic venous insufficiency, CVI) – to stan, w którym dochodzi do wystąpienia objawów zastoju krwi żylnej w żyłach, wskutek wstecznego przepływu żylnego (refluks) lub zwężenia bądź niedrożności żył.
Do powyższego stanu może dojść wskutek:
- żylaków kończyn dolnych
- zespołu pozakrzepowego powstałego wskutek zakrzepicy żył głębokich
- w wyniku niewydolności zastawek żylnych (wrodzone zespoły chorobowe przebiegające z zaburzeniami zastawek żylnych lub ich nabyte uszkodzenie)
- w przypadkach ucisku zewnętrznego na żyłę (np. w zespołach uciskowych, takich jak zespół usidlenia tętnicy podkolanowej; fizjologicznie w ciąży).

## Częstość występowania
Występuje u 47% kobiet i 37% mężczyzn w Polsce. W młodszych grupach wiekowych, do 35 roku życia, jest sześciokrotnie częstsza u płci żeńskiej. Powyżej 65 roku życia ten stosunek wynosi 1,5:1.
Owrzodzenie podudzi występuje u 0,3% w grupie wiekowej 41-50 lat, do 7% w grupie wiekowej 61-70 lat.

## Czynniki ryzyka
- wiek
- płeć żeńska
- czynniki dziedziczne – statystyczne ryzyko rozwoju żylaków u osoby, której jedno z rodziców ma żylaki wynosi 42%, jeśli oboje – ryzyko wzrasta do 89%
- ciąża (każda ciąża niesie ryzyko rozwoju żylaków i każda następna je dodatkowo zwiększa)
- otyłość
- praca w pozycji siedzącej lub stojącej, doprowadzająca do zastoju krwi w żyłach kończyn dolnych
- zaparcie
- płaskostopie
- przyjmowanie doustnych środków antykoncepcyjnych
- wysoki wzrost.

## Mechanizm powstania
Podstawowym czynnikiem doprowadzającym do rozwoju przewlekłej niewydolności żylnej jest nadciśnienie w obrębie żył. Doprowadza to do zastoju krwi i przepełnienia żylnej części mikrokrążenia. Z czasem powoduje to otwieranie się przetok tętniczo-żylnych i wenulizacji tętniczek (czyli wystąpienia w obrębie tętniczek mikrokrążenia warunków przepływu charakterystycznych dla żył, a nie przepływu tętniczkowego). To dodatkowo nasila objawy zastoju żylnego i doprowadza do przemieszczenia leukocytów poza światło naczynia (tak zwana pułapka leukocytarna). Dochodzi do uwolnienia z leukocytów mediatorów reakcji zapalnej, co skutkuje zwiększeniem przepuszczalności naczyń i dalsze zwiększanie obrzęku. Płyn przesiękowy, bogaty w białko (a więc i w fibrynogen) może zapoczątkować zmiany zakrzepowe. Z przesiękających erytrocytów uwalnia się hemosyderyna, przyczyniając się do wystąpienia zmian przebarwieniowych w obrębie chorych tkanek. Ten stan doprowadza wreszcie do aktywacji fibroblastów i stopniowej zamiany podskórnej tkanki łącznej luźnej na tkankę włóknistą (łac. lipodermatosclerosis). Wszystkie te procesy dodatkowo zwiększają lepkość krwi, co może doprowadzać do rozwoju zakrzepów.

## Klasyfikacja
Do klasyfikacji i oceny stopnia zaawansowania powszechnie używa się skali CEAP (tzw. klasyfikacja hawajska).

## Objawy chorobowe
Objawy podmiotowe:
- uczucie ciężkich nóg, ustępujące lub znacznie zmniejszające się po odpoczynku, zwłaszcza z uniesionymi kończynami;
- kurczowe bóle łydek, nasilające się w nocy lub w pozycji stojącej i siedzącej i przy upałach, uczucie rozpierania łydek;
- ból wzdłuż przebiegu żyły;
- parestezje;
- zespół niespokojnych nóg;
- świąd skóry.

## Objawy przedmiotowe

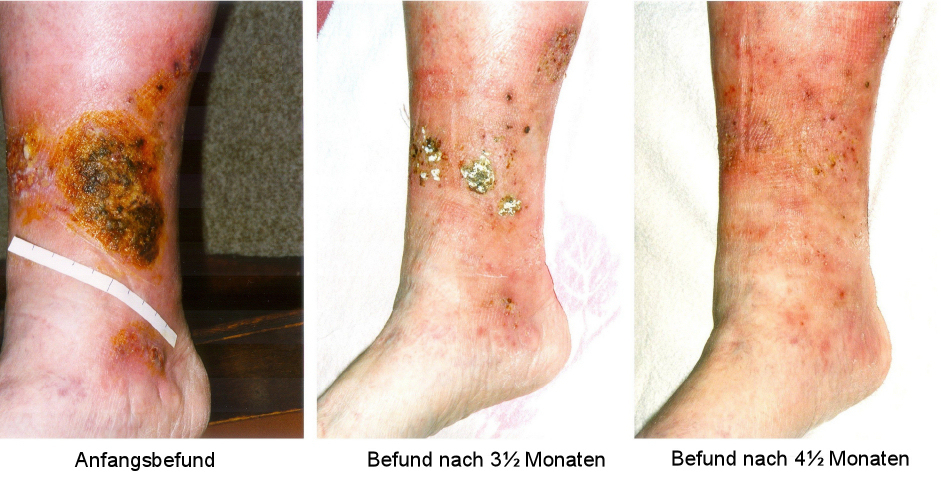
Obraz kliniczny przewlekłej niewydolności żylnej (w trakcie leczenia)

- widoczne przez skórę niebieskosine zabarwione żyły o poszerzonym, krętym przebiegu (w początkowym okresie widoczne są jedynie teleangiektazje);
- obrzęk, początkowo odwracalny znikający po odpoczynku, następnie stały;
- rdzawobrązowe przebarwienia skóry, zwłaszcza na przyśrodkowych częściach podudzi;
- ogniska zaniku białego (fr. atrophia blanche, łac. atrophia alba), pokryte cienkim, wrażliwym na uraz naskórkiem;
- stwardnienie skórno-tłuszczowe (lipodermatosclerosis), typowo w 1/3 dalszej podudzia;
- owrzodzenie podudzi, typowo w dalszej 1/3 goleni, po stronie przyśrodkowej; w zaawansowanych postaciach może zajmować cały obwód kończyny;
- wyprysk żylakowy (wyprysk żylny, eczema venostaticum) – swędzące suche lub sączące zmiany w obrębie zmienionych tkanek, spowodowane zastoinowym zapaleniem skóry.

## Rozpoznanie
Do rozpoznania zwykle wystarczające jest badanie fizykalne. Do oceny zaawansowania i zajęcia poszczególnych części układu żylnego można stosować próby czynnościowe, takie jak: próba Perthesa, próba Pratta, próba Trendelenburga, próba Trendelenburga odwrotna. Obecnie metodą referencyjną (złotym standardem) jest wykonanie badania USG z kolorowym dopplerem.

## Leczenie
- zmiana trybu życia (zwiększenie aktywności fizycznej zwłaszcza spacery, jazda na rowerze, pływanie, unikanie zaparć)
- odpowiednie stanowisko pracy (podnóżki, unikanie przebywania długotrwałego bez ruchu, a gdy nie jest to możliwe – wykonywanie ćwiczeń umożliwiających pracę mięśni łydek – na przykład marsz w miejscu w pozycji stojącej, zginanie grzbietowe stopy przy przebywaniu w pozycji siedzącej)
- leczenie uciskowe
  - opaski uciskowe
  - pończochy uciskowe
  - masaż pneumatyczny (uciskowy) z użyciem specjalnych, sekwencyjnie nadmuchiwanych mankietów
- leczenie farmakologiczne
  - pomimo że nie ma przekonywających dowodów skuteczności takiego leczenia, stosuje się leki oparte na wyciągu z kasztanowca, rutynie, diosminie, hesperydynie, escynie, celem zmniejszenia dolegliwości (poprawa jest widoczna w przypadku uczucia tzw. ciężkich nóg, terapia taka jednak nie spowalnia, ani tym bardziej nie leczy choroby)
  - pentoksyfilina stosowana w dużych dawkach (1200 miligramów na dobę) w przypadku owrzodzeń
- leczenie chirurgiczne
  - stripping (usunięcie) zmienionej chorobowo żyły
  - operacja Lintona – operacja niewydolnych żył przeszywających
  - Skleroterapia – czyli zamknięcie (obliteracja) żylaków poprzez wstrzyknięcie środków drażniących, w końcowym etapie powodujących zarośnięcie zmienionego odcinka naczynia
  - chirurgia plastyczna zastawek żylnych (dostępna w pojedynczych, wysokospecjalistycznych ośrodkach)
  - leczenie chirurgiczne jest przeciwwskazane w przypadku niedrożności żył głębokich